# Caloplaca wetmorei
Caloplaca wetmorei är en lavart som beskrevs av Nimis, Poelt & Tretiach. Caloplaca wetmorei ingår i släktet orangelavar och familjen Teloschistaceae.   Inga underarter finns listade i Catalogue of Life.